# Ontsluiting (geologie)

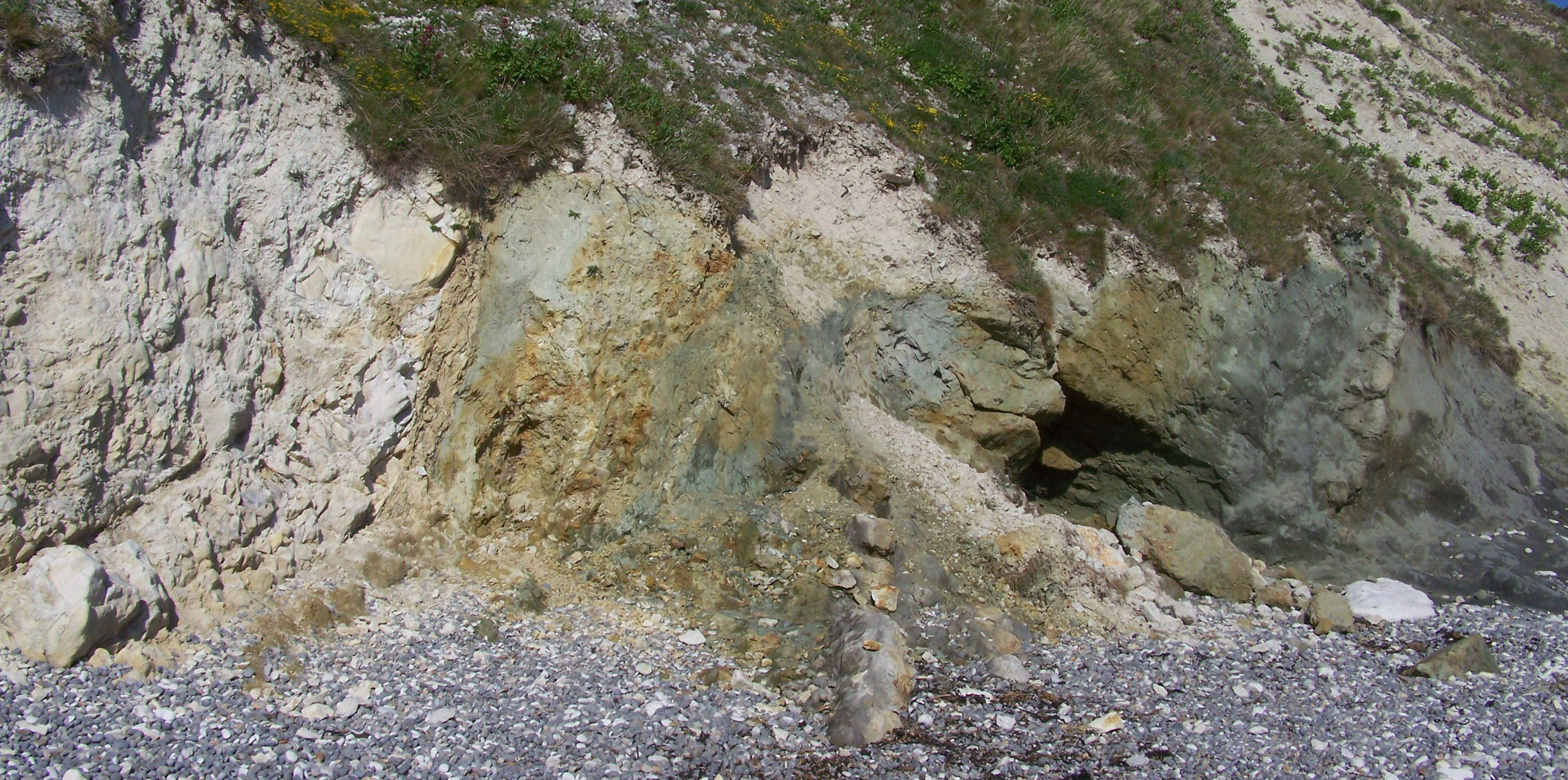
Een ontsluiting aan de Zuid-Engelse Lulworth Cove. De ontsluiting bevat een overgang tussen wit krijtgesteente van de Chalk en groene zandsteen van de Upper Greensand.

Een ontsluiting is een plaats waar een gesteente aan de oppervlakte komt (dagzoomt) en onbegroeid te zien is. De mate van ontsluiting hangt af van het klimaat dat de vegetatie bepaalt. Droge gebieden kennen vaak goede ontsluitingen, maar ook steile wanden zijn vaak onbegroeid en daardoor goed ontsloten. Een ontsluiting is belangrijk voor geologen om de aard van het gesteente (de lithologie) en eventuele structuren in het gesteente vast te kunnen stellen.
Een ontsluiting kan 'natuurlijk' zijn maar kan ook door de mens gemaakt zijn. Steen-, klei- en zandgroeves, zandgaten, afgravingen, bouwputten, archeologische opgravingen, etc. vallen ook onder het begrip ontsluiting. Vaak is deze categorie ontsluitingen wel van veel tijdelijker aard dan natuurlijke.